# Sistema di trascrizione MLC
Il sistema di trascrizione MLC (anche noto con l'acronimo MLCTS - Myanmar Language Commission Transcription System, 1980) è un sistema di traslitterazione usato per scrivere la lingua birmana in caratteri latini. È lontanamente basato sul sistema di trascrizione del Pali, e ha alcune analogie con il sistema ALA-LC. L'MLC è stato ideato dalla Commissione linguistica birmana (anche chiamato MLC, dall'inglese Myanmar Language Commission) ed è usato in molte pubblicazioni scientifiche relative alla lingua birmana e anche nelle pubblicazioni dell'MLC come sistema principale di trascrizione del birmano.
Il sistema di trascrizione è basato sull'ortografia del birmano formale e non è adatto per il birmano colloquiale, avendo questo sostanziali differenze nella fonologia. Le differenze sono accennate nel corso dell'articolo.

## Caratteristiche
- Le lettere combinate rappresentano consonanti aggregate;
- La trascrizione delle consonanti dell'attacco sillabico sono simili a quelle del pali;
- Le consonanti di fine sillaba sono trascritte come consonanti (-k, -c, -t, -p) piuttosto che come occlusive glottidali sorde;
- Le consonanti di fine sillaba nasalizzate sono trascritte come consonanti (-m, -ny, -n, -ng) piuttosto che come una singola -n finale;
- L'anunasika e la -m finale (မ်) sono trascritte allo stesso modo;
- I due punti (:) e il punto (.) rappresentano due toni, ciò tono alto e stridulo rispettivamente;
- Speciali trascrizioni sono usate per le sillabe abbreviate nel birmano letterario.

## Sistema di trascrizione

### Iniziali e finali
Le seguenti consonanti iniziali sono ordinate nell'ordine tradizionale della scrittura birmana, con la trascrizione delle consonanti iniziali collocate prima della trascrizione IPA:
| က k ([k]) | ခ hk ([kʰ])      | ဂ g ([ɡ])  | ဃ gh ([ɡ])       | င ng ([ŋ])       |
| စ c ([s]) | ဆ hc ([sʰ])      | ဇ j ([z])  | ဈ jh ([z])       | ည ny ([ɲ])       |
| ဋ t ([t]) | ဌ ht ([tʰ])      | ဍ d ([d])  | ဎ dh ([d])       | ဏ n ([n])        |
| တ t ([t]) | ထ ht ([tʰ])      | ဒ d ([d])  | ဓ dh ([d])       | န n ([n])        |
| ပ p ([p]) | ဖ hp ([pʰ])      | ဗ b ([b])  | ဘ bh ([b])       | မ m ([m])        |
| ယ y ([j]) | ရ r ([j] or [r]) | လ l1 ([l]) | ဝ w ([w])        | သ s ([θ] or [ð]) |
|           | ဟ h ([h])        | ဠ l ([l])  | အ a ([ə] or [a]) |                  |

1Talvolta usato come finale, i precedenti diacritici ne determinano la sua pronuncia.
L'alfabeto birmano è organizzato in gruppi di cinque consonanti, e all'interno di ciascun gruppo, le consonanti possono aggregarsi l'un l'altra. La consonante sopra quella aggregata rappresenta la finale della sillaba precedente. La maggior parte delle parole di origine sino-tibetana sono scritte senza consonanti aggregate, mentre le parole polisillabiche di origine indoeuropea (cioè il pali, il sanscrito e l'inglese) sono spesso scritte con consonanti aggregate. Le combinazioni possibili sono:
| Group | Burmese                        | Transcriptions                           | Example                                                               |
| ----- | ------------------------------ | ---------------------------------------- | --------------------------------------------------------------------- |
| ka.   | က္က, က္ခ, ဂ္ဂ, ဂ္ဃ, င်္ဂ             | kk, khk, gg, ggh, e ng g rispettivamente | ang ga. lip (အင်္ဂလိပ်‌)1, che significa "inglese"                         |
| ca.   | စ္စ, စ္ဆ, ဇ္ဇ, ဇ္ဈ, ဉ္စ, ဉ္ဇ,        | cc, chc, jj, jjh, nyc, nyj               | wijja (ဝိဇ္ဇာ),che significa "conoscenza"                                |
| ta.   | ဋ္ဋ, ဋ္ဌ, ဍ္ဍ, ဍ္ဎ, ဏ္ဍ             | tt, tht, dd, ddh, nd                     | kanta. (ကဏ္ဍ), che significa "sezione"                                 |
| ta.   | တ္တ, ထ္ထ, ဒ္ဒ, န္တ, န္ထ, န္ဒ, န္ဓ, န္န | tt, htht, dd, nt, nht, nd, ndh, nn       | manta. le: (မန္တလေး), Mandalay, una città della Birmania                 |
| pa.   | ပ္ပ, ဗ္ဗ, ဗ္ဘ, မ္ပ, မ္ဗ, မ္ဘ, မ္မ,    | pp, bb, bbh, mp, mb, mbh, mm             | kambha (ကမ္ဘာ), che significa "mondo"                                   |
| ya.   | ဿ, လ္လ                          | ss, ll                                   | pissa (ပိဿာ), che significa viss, un'unità di peso tradizionale birmana |

1ang ga. lip è a volte scritto ang ga. lit (အင်္ဂလိတ်).
Tutte le consonanti finali sono scritte come occlusive glottidali sorde ([ʔ]), eccetto le consonanti nasali in fine di sillaba. Nella seguente tabella sono riportate tutte le combinazioni possibili (i colori corrispondono alle iniziali di sopra):
| Consonante | Trascrizione (con IPA)                                              |
| ---------- | ------------------------------------------------------------------- |
| k          | -ak (-က် [eʔ]), -wak (ွက် [weʔ]), -auk (‌ောက် [auʔ]), -uik (ိုက် [aiʔ])       |
| c          | -ac (-စ် [iʔ])                                                       |
| t          | -at (-တ်‌ [aʔ]), -wat (ွတ် [waʔ] or [uʔ]), -ut (ုတ် [ouʔ]), it (ိတ်‌ [eiʔ])  |
| p          | -p (-ပ် [aʔ] or [ɛʔ]), -wap (ွပ်‌ [waʔ] or [uʔ]), -up (ုပ်), ip (ိပ်‌ [eiʔ]) |

Le consonanti finali nasalizzate sono trascritte in modo diverso; nella tabella seguente sono mostrate le combinazioni di diacritici per le finali nasalizzate:
| Consonante | Trascrizione (con IPA)                                                   |
| ---------- | ------------------------------------------------------------------------ |
| ng         | -ang (-င် [iɴ]), -wang (ွင် ‌[wiɴ]), -aung (‌ောင် [auɴ]), -uing (ိုင် [aiɴ])        |
| ny         | -any (-ည် [e] or [ei]), -any (-ဉ် iɴ])                                     |
| n          | -an (-န် [aɴ]), -wan (ွန်‌ [waɴ] or [uɴ]), -un (ုန် [ouɴ]), -in (ိန် [eiɴ])      |
| m          | -am (-မ်‌ [aɴ]), -wam (ွမ်‌ [waɴ] or [uɴ]), -um (ုမ် [ouɴ]), -im (ိမ် [eiɴ])      |
| m          | -am ( [aɴ]), -um ( [ouɴ]) (equivalente -am, ma scritto con un anunasika) |

I monottonghi sono trascritti come mostrato:
| Burmese | Burmese | Burmese | Transcription | Transcription | Transcription | IPA | IPA  | IPA    | Remarks |
| Low     | High    | Creaky  | Low           | High          | Creaky        | Low | High | Creaky | Remarks |
| ------- | ------- | ------- | ------------- | ------------- | ------------- | --- | ---- | ------ | --- |
| ာ        | ား        | -       | -a            | -a:           | -a.           | [à] | [á]  | [a̰]    | Può essere combinato con la consonante mediana -w-. |
| ယ်‌       | ဲ        | ဲ့        | -ai           | -ai:          | -ai.          | [ɛ̀] | [ɛ́]  | [ɛ̰]    | |
| ော်‌        | ော        | ော့        | -au           | -au:          | -au.          | [ɔ̀] | [ɔ́]  | [ɔ̰]    | Quando la vocale è lunga, è scritta ဩ e trascritta come au:. Quando la vocale è vocale lunga e ha un tono stridulo, è scritta ဪ ed è trascritta come au.        |
| ူ        | ူး        | ု        | -u            | -u:           | -u.           | [ù] | [ú]  | [ṵ]    | Quando la vocale è piena e ha un tono stridulo, è scritta ဥ ed è trascritta come u.. Quando la vocale ha un tono basso, è scritta ဦ e trascritta come u.        |
| ို        | ိုး        | ို့        | -ui           | -ui:          | -ui.          | [ò] | [ó]  | [o̰]    | |
| ီ        | ီး        | ိ        | -i            | -i:           | i.            | [ì] | [í]  | [ḭ]    | Quando la vocale è piena e ha un tono stridulo, è scritta ဣ e trascritta come i.. Quando la vocale è piena e ha un tono alto, è scritta ဤ e trascritta come i:. |
| ေ        | ေး        | ေ့        | -e            | -e:           | -e.           | [è] | [é]  | [ḛ]    | Quando la vocale è piena e ha un tono alto, è scritta ဧ e trascritta come ei:. Può essere combinata con la consonante mediana -w-.                              |

### Toni
| Nome del tono | Birmano       | Birmano | Birmano        | Birmano | Trascritto Simbolo del tono | Note                                                                                                 |
| Nome del tono | Vocali orali1 | IPA     | Vocali nasali2 | IPA     | Trascritto Simbolo del tono | Note                                                                                                 |
| ------------- | ------------- | ------- | -------------- | ------- | --------------------------- | --- |
| Basso         | ာ              | à       | -န်             | àɴ      | nessuno                     | |
| Alto          | ား              | á       | -န်း             | áɴ      | Due punti (:)               | In entrambi i casi, il simbolo simile ai due punti (shay ga pauk) è usato per indicare il tono alto. |
| Stridulo      | -             | a̰       | -န့်             | a̰ɴ      | Punto fermo (.)             | Le finali nasalizzate usano l'anusvara per indicare il tono alto in birmano.                         |

1 Le vocali orali sono indicate con -.
2 Le vocali nasali sono indicate con -န် (-an).

### Consonanti mediane
Una consonante mediana non è altro che una semivocale che precede la voclae. Sono possibili anche combinazioni di mediane (come ad esempio h- ed -r-). Esse seguono l'ordine di trascrizione: h-, -y- or -r-, e -w-. Nel birmano standard, ci sono tre mediane pronunciate. Le seguenti sono le mediane nel sistema di trascrizione MLC:
| Birmano | IPA | Trascrizione | Note |
| ------- | --- | ------------ | --- |
| ျ        | [j] | -y-†         | Le combinazioni possibili sono con le consonanti ka., (က), hka., (ခ), ga. (ဂ), pa. (ပ), hpa. (ဖ), ba. (ဗ), and ma. (မ). |
| ြ        | [j] | -r-†         | Le considerazioni fatte sopra valgono anche per questa consonante mediana. |
| ွ        | [w] | -w-          | Le combinazioni possibili sono con la consonante ka. (က), hka. (ခ), ga. (ဂ), nga (င), ca (စ), hca (ဆ), ja (ဇ), nya (ည), ta. (တ), hta (ထ), da (ဒ), na (န), pa (ပ), hpa (ဖ), ba (ဗ), bha. (ဘ), ma (မ), ya. (ယ), ra. (ရ), la. (လ), and sa. (သ). |
| ှ1       |     | h-           | Le combinazioni possibili sono con le consonanti nga. (င), nya. (ည), na. န), ma. (မ), ya. (ယ)‡, ra. (ရ)‡, and la. (လ). |

†Le due mediane sono pronunciate allo stesso modo in birmano standard. Nei dialetti come ad esempio l'arakanese (parlato dai Rakhine), il secondo è pronunciato [r].
‡Quando la consonante mediana ှ è scritta con ra. (ရ), il suo suono diventa hra. [ʃa̰] (ရှ), che in precedenza era rappresentato da hsya. (သျှ).

## Sillabe abbreviate
Il birmano formale ha quattro simboli di abbreviazione, che sono usati tipicamente nelle opere letterarie:
| Birmano              | Birmano          | IPA       | Trascrizione | Uso |
| Modern abbreviazione | Storico spelling | IPA       | Trascrizione | Uso |
| -------------------- | ---------------- | --------- | ------------ | --- |
| ၍                    | ရုယ်               | [jwé]     | rwe          | È una particella di collegamento che collega due elementi di una frase e talvolta significa "perché" oppure "e".                                                                                   |
| ၌                    | နှိုက်               | [n̥aiʔ]    | hnai.        | È una particella locativa che si comporta come una posposizione dopo un sostantivo ("a", "in", "su"). È equivalente a hma (မှာ) nel birmano colloquiale.                                             |
| ‌၎င်း                   | လေကောင်‌              | [la̰ ɡàuɴ] | la. kaung    | Si comporta come un aggettivo dimostrativo ("questo" oppure "quello") quando è seguito da un sostantivo. È anche usato come congiunzione (as well as) tra due sostantivi all'interno di una frase. |
| ၏                    | ဧအ်‌               | [ḭ]       | e            | È un genitivo scritto alla fine di una frase che finisce con un verbo. Indica anche il "possesso" da parte di un sostantivo che precede.                                                           |